# عنصر کم‌مقدار
عنصر کم‌مقدار (trace element) عنصری است که غلظتش (یا مقدار آن در دیگر انواع اندازه‌گیری) بسیار کم باشد تعریف دقیق این عبارت در هر زمینه‌ای از دانش متفاوت است:
- در شیمی تجزیه، اگر برحسب شمار اتم‌ها بسنجیم، عنصر کم‌مقدار عبارت است از عنصری که متوسط غلظت آن کمتر از ۱۰۰ بخش در میلیون باشد (ppm) یا در کل کمتر از ۱۰۰ میکروگرم در گرم باشد.
- در زیست‌شیمی، عنصر کم‌مقدار یک مادهٔ مغذی معدنی است که در مقدار بسیار اندک برای رشد مناسب، بهبود و زیست اندام‌های بدن لازم است. برای نمونه: منگنز این گونه است.[۱]
- در زمین‌شیمی، عنصر کم‌مقدار عنصری است که غلظتش کمتر از ۱۰۰۰ ppm یا ۰٫۱٪ ترکیبات یک سنگ باشد. این تعریف بیشتر برای زمین‌شناسی سنگ‌های آذرین بکار می‌رود. عنصر کم‌مقدار می‌تواند با حالت جامد یا مایع سازگار باشد به عبارت دیگر اگر با کانی‌ها سازگار باشد در فاز جامد آن نیز قرار می‌گیرد (تبدیل ماگما به سنگ جامد) مانند نیکل در الیوین. اگر با هیچ‌یک از فازهای کانی‌ها سازگار نباشد در ماگما در فاز مایع باقی می‌ماند. عنصرهای کم مقداری که برای ساختار یک کانی ضروری نباشند در فرمول آن آورده نمی‌شوند.